# 月山ポレポレファーム

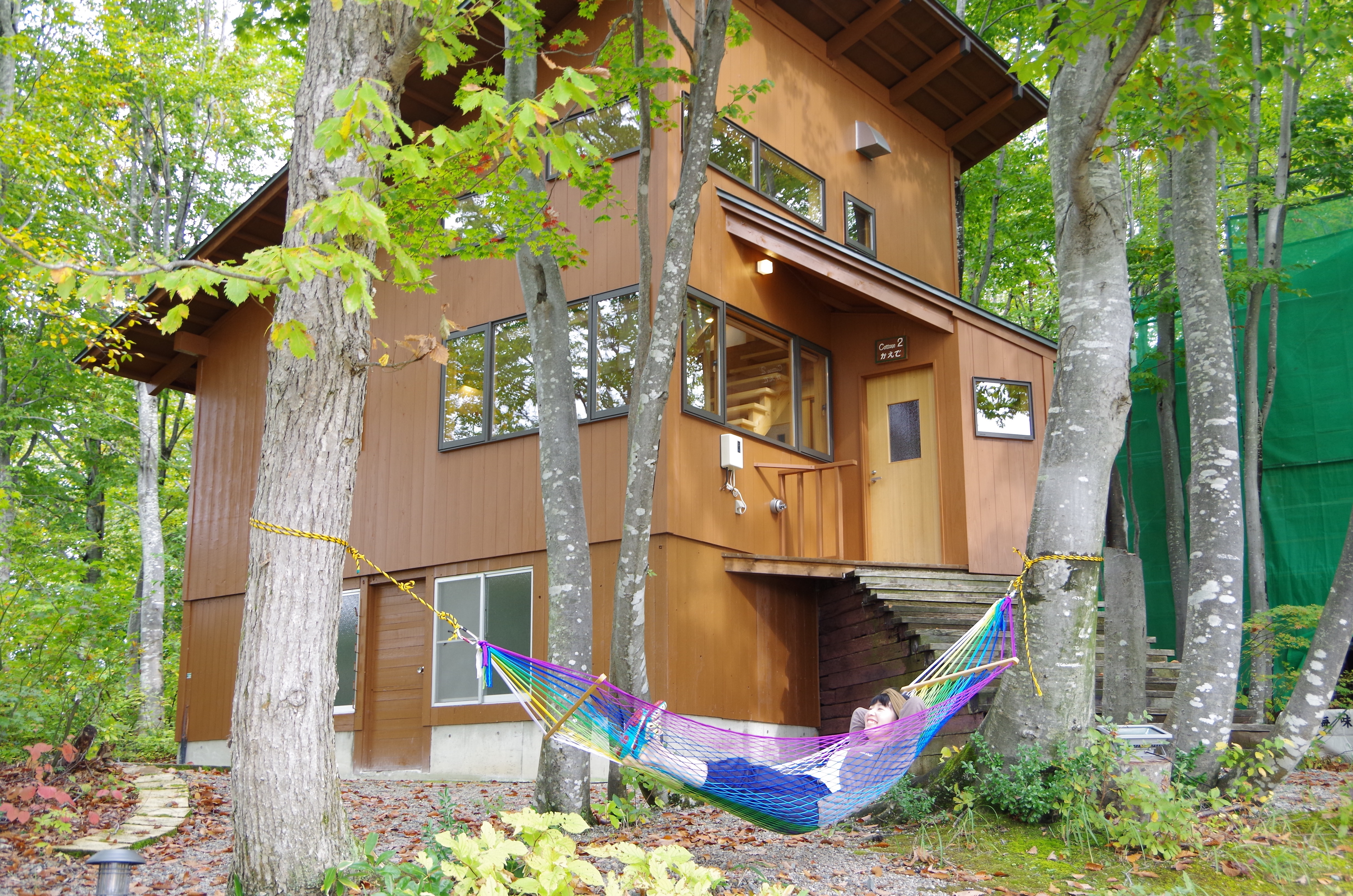
コテージ外観

月山ポレポレファーム（がっさんポレポレファーム、英称:Gassan PolePole Farm）は、山形県の月山山麓にあるコテージタイプのリゾート宿泊施設である。月山スキー場から車で12分というアクセスの良さと、1万坪以上の敷地と抜群のロケーションを活用した滞在型のアクティビティーを目当てに、年間を通して多くの人が訪れる。

## 概要
- 標高600mの弓張平高原に位置し、1万坪以上の広大な敷地に8棟のコテージを配置し、中央にレセプションとレストランを兼ねたセンターロッジがある。
- 質の高い客室を顧客に提供するためにほぼ毎年、コテージのリノベーションを行い、現在は三ツ星ホテル並みの設備を誇る民営の宿泊施設である。 GWや夏休み期間、シルバーウィークなどのピークシーズンには、全国各地から行楽客が訪れ敷地内で余暇を楽しむ。
- グリーンシーズンには野外でのBBQや昆虫採集、サイクリング、トレッキング、カヌー体験などのアクティビティーを提供している。
- スノーシーズンは独自にオープンするスノーパークを目当てに外国人観光客で賑わい、雪上バナナボートやスノーモービル、クロスカントリースキー、スノーシュートレッキングなどを楽しむ。ランチタイムにはそば打ち体験やかまくらランチを提供している。

## 事業内容
- 月山ポレポレファームの宿泊施設経営
- レストラン事業
- ブライダル事業
- エコツーリズム事業
- 山岳ガイド事業森のライトアップ

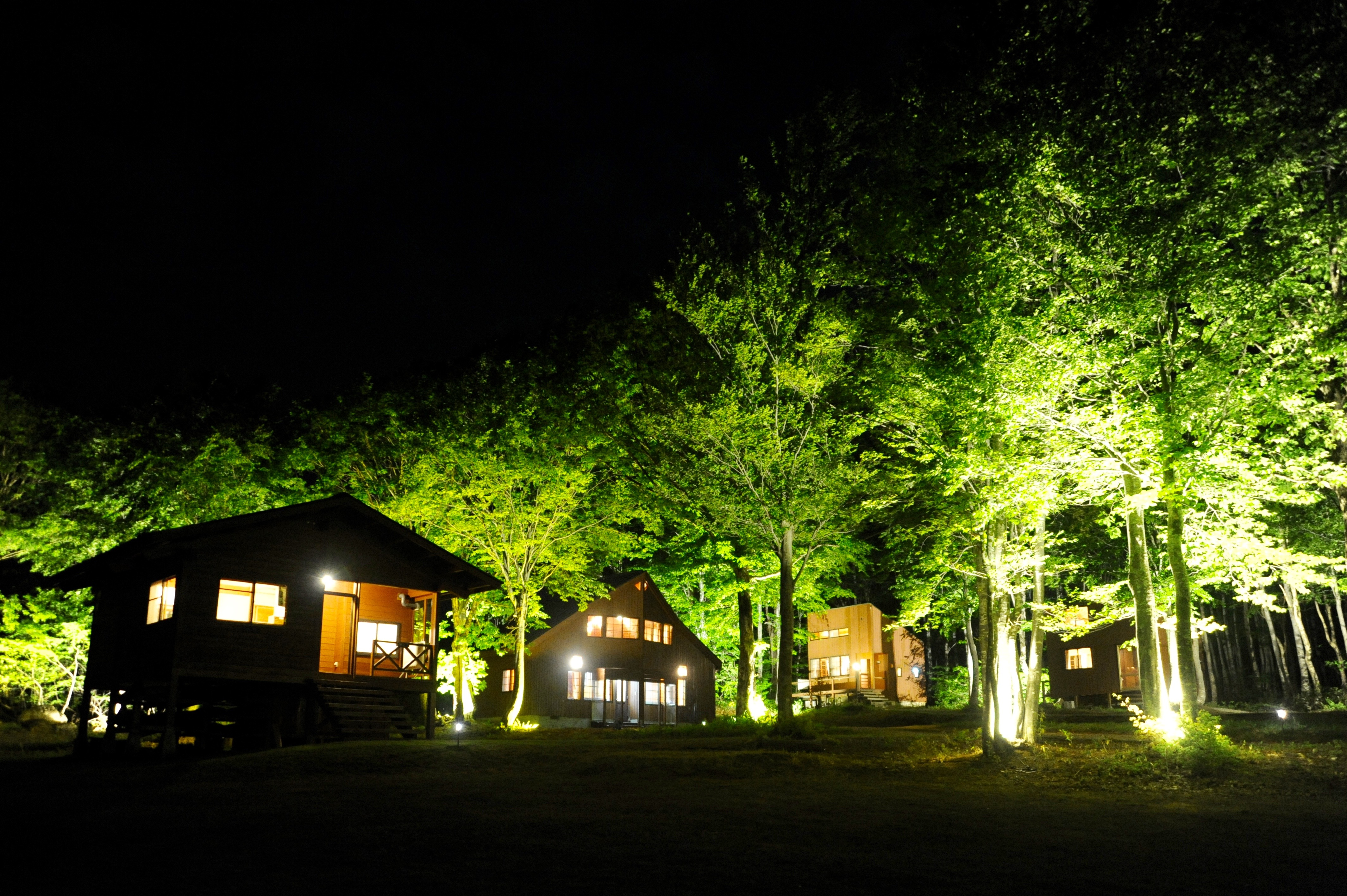
森のライトアップ

- バックカントリースキー・スノーボードガイド事業
- 国際交流事業
- インバウンド支援事業
- ハラール対応コンサルティング事業
- Web作成事業

## 交通
- 月山スキー場から5kmの場所に位置し、山形自動車道月山インターチェンジからは車で5分である。
- 山形駅からは高速バス鶴岡・酒田行きに乗車し、西川BSで町営バスに乗り換えると月山ポレポレファーム前で下車できる。
- 仙台空港からは高速道路で約70分、山形駅からは高速道路で約35分である。

## 近隣の観光名所
- 月山スキー場（車で12分）
- 湯殿山神社（車で15分）
- 寒河江市のさくらんぼ狩り（車で25分）
- 天童温泉（車で30分）
- 山寺（車で40分）
- 羽黒山神社（車で60分）
- 蔵王温泉（車で65分）
- 加茂水族館（車で70分）
- 銀山温泉（車で70分）
- 米沢上杉神社（車で90分）

## エピソード
- ポレポレの名前の由来は、社長の奥山悌二が札幌で旅行会社を経営していた際にアフリカ旅行を取り扱っており、本人もアフリカの大ファンだったことからスワヒリ語の「ポレポレ=ゆっくり」から取り入れた。そこへ地名の月山と、農場を意味するファームを合わせ、月山ポレポレファームと命名した。
- 月山ポレポレファーム内で提供される野菜は自家菜園で採れたものが多く、とうもろこし、なす、きゅうり、かぼちゃ、じゃがいもなど、どれもオーガニックである。
- 山岳ガイド業では業務にあたる全ての社員が日本山岳ガイド協会認定の資格を保有している。
- 開業当初は社長の奥山悌二自らブルドーザーで開墾し、各コテージ、散歩道、広場などのレイアウトをした。
- センターロッジやコテージの設計は北海道の宮崎設計事務所（現・株式会社AG総合設計）が手掛け、外観は北海道仕様の造りとなった。
- 施設の敷地内には山葡萄やこくわなどが自生しており、秋に収穫して、こくわジャム、山葡萄ジュースを造り宿泊客に提供している。
- 栽培しているイチゴの他に、懇意の農家からスモモやサクランボ、リンゴを仕入れて、ジャムを作っている。
- となりにあるくんせい工房ぽれぽれのオーナーの田作将司は、2000年にポレポレから独立開業し、現在も月山ポレポレファームではくんせい工房ポレポレのソーセージやベーコンを使った料理を提供している。
- 社長の奥山悌二は月山朝日ガイド協会、西川町観光協会の会長を務めており、月山周辺の観光に広く精通している。
- 月山ポレポレファームではウェブサイトをすべて自社で作成しており、日本語、英語、中国語、タイ語のページを展開している。
- 2014年からスタートした冬季に開設されるスノーパークでは、バナナボートやスノーモービル体験、スノーシュー、クロスカントリー体験など様々な雪遊びが楽しめる施設として主に東南アジアの外国人から人気を博している。
- 月山ポレポレファームで使用している圧雪車は、以前、月山観光開発株式会社で使用していたもので、大原鉄工所の所有である。
- ユニークな人材が集まり、ウクレレ1本でユーラシア大陸を旅するバックパッカーや山小屋に10年以上住んでいた山人などが、働いている。
- シェフは10年前に埼玉から登山に来た際、知人の紹介で、そのまま、ポレポレに居ついてしまい、現在に至る。
- 採用の方法は基本的には知人を介しての紹介制をとっているが、まれに突然、履歴書を送ってくる人もいる。
- 水道水は月山の湧き水を使った天然水であり、蛇口からミネラルウォーターが出ている状態である。
- 夏は地下水を使った足水プールを手作りで提供している。
- 自転車のレンタルは、宿泊客は無料である。
- ミヤマクワガタの生息地としても知られ、夏は10匹以上捕まえていく虫取り名人がいる。
- カヌーガイドの細谷慎太郎やくんせい工房ポレポレの田作将司など、都市部から移住し、月山ポレポレファームで働いた後、独立して西川町に定住する例が多数ある。
- 山形県立自然博物園を受託運営するガイド組織、NPO法人エコプロの白田孝人とは設立以来の知人であり、エコプロの事務所は月山ポレポレファームの隣にある。
- 基本的にはなんでも自分たちでするので、スタッフの仕事は接客、清掃、ガイド、山菜採り、Web作成、ペンキ塗り、大工仕事、芝刈り、海外営業、除雪、重機オペレーターなど多岐にわたる。
- ブルドーザーやパワーショベル、圧雪車などの重機は基本的には中古を安く買いメンテナンスをしながら使っているが、機械が古すぎて、まともに動かないため操縦するのに独特のコツを必要とするため、完璧に使いこなせる人間は社長の奥山悌二しかいない。
- パワーショベルの共同所有者である隣人の松田氏ですら、マイナスドライバーをドアノブに突っ込んであるドアの開閉の仕方がわからず、所有者なのに「これはどうやってあけるんだ?」と聞きに来たことがある。
- 基本的に自分でなんでもしたがるが、いろいろな業務を行っているため完成までには膨大な時間がかかり、2017年に取り掛かった自作スキーは2018年の秋現在、まだ、完成していない。
- 自作の蒔風呂は8年前から未だ完成には至っておらず、社内では月山のアントニ・ガウディという異名を皮肉で付けられている。
- 最近はプロの大工に以来することを覚え、仕事は早いし、仕上げは完璧で、最初から頼めばよかったのにと囁かれている。